# En Garde!
En Garde! es un juego de rol ambientado en la París del siglo XVII. Los jugadores interpretan el papel de caballeros de la época, y reviven las aventuras de los Tres Mosqueteros, Cyrano de Bergerac, Scaramouche y muchos otros personajes, reales o de leyenda, que contribuyeron a crear un tiempo y un espacio únicos en la Historia Universal.
El juego fue diseñado por Frank Chadwick y publicado por primera vez por Game Designers' Workshop (GDW) en 1975.

## Historia
Game Designers' Workshop entró en el campo de los juegos de rol con En Garde! (1975), un juego basado en la imaginería de la novela de capa y espada, de la mano de Frank Chadwick; se trataba de un juego híbrido, parte juego de rol y parte estrategia. En Garde! fue diseñado por Darryl Hanny y Frank Chadwick, y publicado en 1975 como un pequeño libro recopilatorio de 48 páginas, con una edición revisada en 1977. David M. Ewalt, en su libro Of Dice and Men, comentó que En Garde! fue uno de los primeros competidores en el terreno de los juegos de rol del Dungeons & Dragons de TSR, describiéndolo como "un juego de rol ambientado en la Francia del siglo XVII que enfatiza el duelo de espadachines, y donde los Jugadores responden al estilo de los Tres Mosqueteros pero sin importarles las reglas."
Durante la década de 1980 el juego fue ampliamente jugado por correo, pero GDW no lo reeditó cuando las existencias se agotaron. Theo Clarke y Paul Evans dirigieron una partida de más de 20 jugadores en la Gamesfair de GB en 1983. Evans escribió entonces un programa de ordenador en lenguaje BASIC para administrar el juego y entonces pudieron dirigir mayores partidas en los sucesivos Gamesfair. Evans empezó un juego por correo postal utilizando esos mismos programas en 1986 a través de una nueva revista llamada Small Furry Creatures Press, la cual publicó con Clarke. Evans continua dirigiendo esta partida en Les Petites Bêtes Soyeuses.
Clarke y Evans descubrieron que había una creciente demanda del libro de reglas a raíz de las partidas y las partidas por correo. Bajo el nombre SFC Press publicaron una nueva edición del juego en 1988 con la licencia de Chadwick. El éxito del juego también condujo a crear una convención anual, la Furrycon, la cual se celebró durante diez años. Cuando SFC Press fue liquidada en 2003 los derechos del juego fueron adquiridos personalmente por el propio Evans. La compañía de Evans', Margam Evans produjo una nueva edición del juego.

## Sistema de juego
En Garde!, además de su particular ambientación, incorpora un sistema de juego especialmente diseñado para el juego de rol a través de correo, sea electrónico o postal.
Algunas de sus principales características son:
- Se basa en turnos periódicos, de cadencia mensual.
- Se articula sobre la interacción directa entre jugadores/personajes durante cada turno, enviando éstos una relación de acciones -producto de la interacción anterior- al Master o DJ (Director de juego) por correo electrónico, que éste cruza, procesa y resuelve aplicando el reglamento.
- El Master o DJ publica los resultados y consecuencias del turno, en términos de juego, y genera un resumen narrativo de todo lo acontecido que sirve a los jugadores como hilo argumental para el siguiente turno.
- Los jugadores reciben, además, una hoja de su personaje actualizada con los efectos del turno procesado.

Esta dinámica permite una interacción asíncrona entre jugadores/personajes al no requerir que deban coincidir en el tiempo para jugar, les dota de mayor flexibilidad en cuanto un turno aporta suficiente tiempo para negociar y preparar acciones, y les exige una participación variable dado que los turnos que se envían pueden ser tan concisos o extensos como deseen.

## Preux et Audacieux
Preux et Audacieux (traducido,Valerosos y Audaces) es el nombre de la única partida de En Garde! en activo en idioma español, siendo una de las más longevas basadas en este sistema.
Sus inicios se remontan a marzo de 1993 y se ha mantenido ininterrumpidamente en funcionamiento desde entonces.